# Somebody's Knocking
Somebody's Knocking je sólové studiové album amerického zpěváka Marka Lanegana. Vydáno bylo 18. října roku 2019 společností Heavenly Recordings. Album bylo nahráno v Los Angeles, kde Lanegan řadu let žije. První singl z alba – píseň „Stitch It Up“ – byl zveřejněn již v dubnu 2019. K písni byl natočen také videoklip, ve kterém si vedle Lanegana zahrál také Donal Logue, a to v roli taxikáře Jimmyho, známého z devadesátých let, kdy tuto postavu ztvárnil na MTV. Další píseň z desky, nazvaná „Letter Never Sent”, měla premiéru v červenci. V srpnu 2019 byl vydán videoklip k písni „Night Flight to Kabul“. V rámci turné na podporu alba zahrál Lanegan mimo jiné v pražském Lucerna Music Baru.

## Seznam skladeb
1. Disbelief Suspension
2. Letter Never Sent
3. Night Flight to Kabul
4. Dark Disco Jag
5. Name and Number
6. Playing Nero
7. Radio Silence
8. Penthouse High
9. Paper Hat
10. Stitch It Up
11. Gazing from the Shore
12. War Horse
13. She Loved You
14. Two Bells Ringing at Once

## Obsazení
- Mark Lanegan – zpěv
- Alain Johannes – baskytara, bicí automat, kytara, melodika, perkuse, saxofon, syntezátor, doprovodné vokály
- Rob Marshall – baskytara, programování bicích, kytara, klavír, syntezátor
- Sietse von Gorkom – baskytara, programování bicích, kytara, mellotron, varhany, perkuse, zvukové efekty, syntezátor
- Martin Jenkins – programování bicích, syntezátor
- Martyn LeNoble – baskytara
- Greg Dulli – kytara, doprovodné vokáky
- Freek Cerutti – baskytara
- Tom Nieuwenhuijs – bicí
- Shelley Green – doprovodné vokály